# Didier Decoin
Didier Decoin (Boulogne-Billancourt, 13 de març del 1945) és un periodista, guionista i escriptor francès guanyador d'un Premi Goncourt (premi al millor llibre editat en francès) l'any 1977 per John l'Enfer. Exercí el periodisme a mitjans com France-Soir i Le Figaro.

## Obra
- Le Procès à l'Amour (Seuil, 1966) (Bourse Del Duca)
- La Mise au monde (Seuil, 1967)
- Laurence (Seuil, 1969)
- Elisabeth ou Dieu seul le sait (Seuil, 1970) (Premi des Quatre Jurys)
- Abraham de Brooklyn (Seuil, 1971) (Premi dels Llibrers)
- Ceux qui vont s'aimer (Seuil, 1973)
- Un policeman (Seuil, 1975)
- John l'Enfer (Seuil, 1977) (Premi Goncourt)
- La Dernière Nuit (Balland, 1978)
- L'Enfant de la mer de Chine (Seuil, 1981)
- Les Trois vies de Babe Ozouf (Seuil, 1983)
- Autopsie d'une étoile (Seuil, 1987)
- Meurtre à l'anglaise (Mercure de France, 1988)
- La Femme de chambre du Titanic (Seuil, 1991)
- Docile (Seuil, 1994)
- La Promeneuse d'oiseaux (Seuil, 1996)
- La Route de l'aéroport (Fayard, 1997)
- Louise (Seuil, 1998)
- Madame Seyerling (Seuil, 2002)
- Avec vue sur la Mer (Nil Editions, 2005), Premi du Cotentin 2005,Premi Livre & Mer Henri-Queffélec 2006
- Henri ou Henry: le roman de mon père (Stock, maig 2006)
- Est-ce ainsi que les femmes meurent (Grasset, fébrer 2009)

### Assajos
- Il fait Dieu (Julliard 1975, réédité Fayard 1997)
- La Nuit de l'été (Balland 1979)
- La Bible racontée aux enfants (Calmann-Levy)
- Il était une joie... Andersen (Ramsay, 1982)
- Béatrice en enfer (Lieu Commun, 1984)
- L'Enfant de Nazareth (am Marie-Hélène About, Nouvelle Cité, 1989)
- Elisabeth Catez ou l'Obsession de Dieu (Balland, 1991), Premi de literatura religiosa 1992
- Lewis et Alice (Laffont, 1992)
- Jésus, le Dieu qui riait (Stock, 1999)
- " Dictionnaire amoureux de la Bible"

### Altres col·laboracions
- La Hague, amb Natacha Hochman (photographies) (Isoète, 1991)
- Cherbourg, amb Natacha Hochman (photographies) (Isoète, 1992)
- Presqu'île de lumière, amb Patrick Courault (fotografies) (Isoète, 1996)
- Sentinelles de lumière, amb Jean-Marc Coudour (fotografies) (Desclée de Brouwer, 1997)